# Pedaria dentata
Pedaria dentata là một loài bọ cánh cứng trong họ Bọ hung (Scarabaeidae).